# Guzmán el Bueno
Guzmán el Bueno – stacja metra w Madrycie, na linii 6 i linii 7. Znajduje się na granicy dzielnic Moncloa-Aravaca i Chamberí, w Madrycie i zlokalizowana jest pomiędzy stacjami Metropolitano, Cuatro Caminos (linia 6) oraz Islas Filipinas i Francos Rodríguez (linia 7). Została otwarta 13 stycznia 1987.